# Даниела Коматовић
Даниела Коматовић (Праг, 18. јануара 1976) чешка је дизајнерка накита, графичка дизајнерка, сликарка, фотографкиња. 2017. године била је прва чешка дизајнерка која је добила златну награду на A’ Design Award and Competition у Милану. У Србији је добила признање Уметница године 2021.

## Живот и каријера
Даниела Коматовић рођена је у Прагу, где је завршила Средњу школу примењених уметности, одсек за промотивну графику. Унука словачког официра и борца против фашиста Вилиама Мартина.
Као графички дизајнер радила је за фирме Clinique, Esteé Lauder, Nestlé, Harper’s Bazaar, Vienna International Hotels и бројне чешке компаније. Направила је визуелни идентитет марки YU Diamond Center, SRJ Europe a Diamond Spot, логотип и низ постера за Основну школу уметности Литомјержице. У 2002. години, она и њен муж издали су књигу Балканска кухиња за издавачку кућу Града. 2017. године освојила је златну награду на A’ Design Award and Competition у Милану колекцијом накита “Eye To The Soul“. У Србији је добила признање Уметница године 2021. Даниела Коматовић од 2018. лице је приватног банкарства Фриедрицха Вилхелма Раиффесена у чешкој Раиффеисенбанк. Тренутно је Даниела Коматовић посвећена дизајнирању геометријског златног накита сa драгим камењем, фотографији накита, графичком дизајну, веб дизајну и сликању реалистичних слика са друштвеном тематиком техником уље на платну.

## Породица
Даниела Коматовић живи у Прагу и Београду. Муж ради као гемолог, са њим има двоје деце.

## Изложбе накита
- Технички музеј у Брну, Каратове душе - Међународна изложба накита и историја златарства[13][14]. Брно, мај - јул 2019.
- Prague Design Week - Међународна дизајнерска турнеја. Праг, мај 2018[13].
- A'Design Awards Winners' Exhibition, "MOOD" Ex Chiesa di San Francesco. Комо, јуни 2017[15].
- Београдска недеља моде. Београд, април 2016[16].
- Diamond Spot Београд, продавница накита Београд, 2016[17].
- Београдска недеља моде. Београд, октобар 2016.
- Београдска недеља моде. Београд, октобар 2015[18].
- Diamond Spot Београд, продавница накита Београд, април 2015.

## Награде
2017. године била је прва чешка дизајнерка која је добила златну награду на A’ Design Award and Competition у Милану. У Србији је добила признање Уметница године 2021.

## Добротворна активност
Даниела Коматовић је у 2019. години дизајнирала и шила вечерњу хаљину за лутку Барбие, коју је донирала на добротворној аукцији пројекта Helping Dolls за подршку Клоканеку у Прагу. Године 2019. je поклонивши прстен Amulet Eye подржала добротворну аукцију Nadace Via.